# 河野二郎
河野 二郎（かわの じろう、1924年（大正13年）1月15日 ‐ 2004年（平成16年）10月17日）は、日本の技術者、自動車レース元チームトヨタ監督。

## 生涯
1924年1月15日、名古屋市に生まれた。
1947年にトヨタ自動車工業に入社。トヨエースの開発に携わり日本の戦後復興に貢献。第二回日本グランプリからレース担当になる。結果はクラウン3位・コロナ7位・パブリカ優勝。当時の斎藤尚一副社長からレースに参加するなら世界に通用する自動車を日本人の技術で造ってル・マン24時間レースを目標にとトヨタ2000GTの開発が始まり、この開発グループをTEAM TOYOTAとした。1964年11月から開発ナンバー280A（トヨタ2000GT）を、河野をリーダーにヤマハ発動機の協力を得て着手。その後、トヨタ・7（3リットル）、トヨタ・7（5リットル）、トヨタ7ターボまでの開発を技術者兼監督として従事。1970年頃より安全実験車の開発に着手。
1975年、トヨタのニューヨーク事務所に着任。1985年の離任までの10年間、所長としてアメリカでトヨタ車の地位の確保に活躍した。帰国後は参与として執務。
2004年10月17日、心筋梗塞のため死去。享年80歳。 